# 茲蓋日縣

51°51′N 19°25′E / 51.850°N 19.417°E
茲蓋日縣（波蘭語：Powiat zgierski），是波蘭的縣份，位於該國中部，由羅茲省負責管轄，首府設於茲蓋日，面積854平方公里，2006年人口165,206，人口密度每平方公里190人。